# Ripper Street
Ripper Street é uma série de televisão transmitida pelo canal BBC One e, a partir da terceira temporada, pelo serviço Amazon Prime. A série começa em 1889, seis meses depois dos infames assassínios de Jack, o Estripador no distrito de Whitechapel em Londres.  Matthew Macfadyen, Jerome Flynn e Adam Rothenberg são os protagonistas. O primeiro episódio foi transmitido a 30 de dezembro de 2012 e fazia parte da programação da época natalícia da BBC. A 29 de janeiro de 2013 confirmou-se que a série regressaria para uma segunda temporada que estreou no dia 28 de outubro de 2013. A BBC cancelou Ripper Street no dia 4 de dezembro de 2013 antes do final da segunda temporada alegando que as audiências ficaram aquém das expectativas . No entanto, devido a várias campanhas por parte dos fãs para evitar o fim de Ripper Street e ao interesse da Amazon na série, no final de fevereiro de 2014 foi conseguido um acordo que permitiu a produção de uma terceira temporada. O primeiro episódio da terceira temporada ficou disponível no serviço Amazon Prime a 14 de novembro de 2014 e os restantes episódios foram lançados semanalmente e em exclusivo naquele serviço, algo inédito para uma série britânica .
A 13 de maio de 2015, a Amazon anunciou que tinha encomendado mais duas temporadas de Ripper Street, levando a série para um total de 5 temporadas. No entanto, a quinta temporada será a última da série.
A série foi exibida na RTP 1 em Portugal.

## Enredo
A história começa em abril de 1889, seis meses depois do último assassinato de Jack, o Estripador e a H Division de Whitechapel é responsável pelo policiamento desta zona do East End: um distrito com uma população de 67 000 pessoas que vivem na pobreza. Os homens da H Division procuraram o estripador e não o conseguiram encontrar. Quando mais mulheres são assassinadas nas ruas de Whitechapel, a polícia começa a perguntar-se se o estripador terá regressado.
Entre as fábricas, os bairros miseráveis, os bordéis e os pubs, o Detetive-Inspetor Edmund Reid (Matthew Macfadyen) e o Detetive-Sargento Bennet Drake (Jerome Flynn) criam uma equipa com o cirurgião do exército americano e antigo agente da Pinkerton, Homer Jackson (Adam Rothenberg) para investigar os assassínios. Os três cruzam-se frequentemente com a madam Logan Susan (MyAnna Buring), que gere um bordel em Tentor Street e foi para Londres com Homer Jackson, que vive no bordel. A relação entre eles fica tensa devido à atração de Jackson por uma das mulheres mais rentáveis do bordel, Rose Erskine (Charlene McKenns) e devido à sua coperação com a H Division e Edmund Reid.
Fred Best (David Dawson), um jornalista sensasionalista conhece um segredo obscuro sobre a morte da filha de Edmund Reid. Apesar de ainda estar perturbada com a morte da sua filha, a mulher de Edmund Reid, Emily Reid (Amanda Hale) está determinada a criar uma nova vida ao ajudar as mulheres em desgraça de Whitechapel, apesar da hesitação do marido.
Cada episódio apresenta um crime que serve para testar Reid, Drake e Jackson, tanto a nível profissional, como nas suas vidas privadas.

## Elenco principal
- Matthew Macfadyen - Detective Inspector Edmund Reid
- Jerome Flynn - Detective Sergeant Bennet Drake
- Adam Rothenberg - Captain Homer Jackson/Matthew Judge
- MyAnna Buring - Long Susan (Hart)/Caitlin Swift
- Charlene McKenna - Rose Erskine
- Amanda Hale - Emily Reid
- Jonathan Barnwell - Police Constable Dick Hobbs
- David Wilmot - Sergeant Donald Artherton
- David Dawson - Fred Best
- Damien Molony - Detective Albert Flight
- Clive Russel - Fred Abbeline
- Joseph Mawle - Jedediah Shine
- Gillian Saker - Bella Drake